# Palacio Arzobispal de Salvador
El Palacio Arzobispal de Salvador (en portugués: Palácio Arquiepiscopal de Salvador, también Palácio do Arcebispado de Salvador, Palácio Arquiepiscopal da Sé) es una residencia católica en Salvador, Bahía, Brasil. Está ubicado en la Praça da Sé en el distrito histórico de la ciudad. El palacio fue construido a principios del siglo XVIII y es uno de los mejores ejemplos de la arquitectura civil del período colonial portugués en Brasil. El Palacio Arzobispal fue catalogado como estructura histórica por el Instituto del Patrimonio Histórico y Artístico Nacional en 1938. IPHAN transfirió la propiedad del palacio a la Arquidiócesis de San Salvador de Bahía en 2011. El palacio se encuentra dentro del Patrimonio de la Humanidad de la UNESCO como parte del Centro Histórico de Salvador. Parte de la estructura se convirtió en un centro cultural, llamado Centro Cultural del Palácio da Sé, que abrió sus puertas en 2020.

## Historia
El Palacio Arzobispal data de principios del siglo XVIII, cuando una cédula real autorizó la construcción de una residencia para el arzobispo en el Terreiro de Jesus. Sebastião Monteiro da Vide (1643-1722) llegó a Bahía el 22 de mayo de 1702 y ocupó el cargo de arzobispo hasta su muerte. Su petición para la construcción de una residencia fue autorizada por la Reina Regente el 13 de marzo de 1705. En 1707 se eligió un solar contiguo a la Catedral Sé sobre el solar de una ermita de la Hermandad de San Pedro del Clero . El edificio se completó en 1715. El palacio cayó en mal estado y en desuso en el siglo XX después de la demolición de la antigua Catedral. El Instituto del Patrimonio Histórico y Artístico Nacional (IPHAN) tomó posesión del edificio en 1938.
La propiedad del palacio pasó a la Arquidiócesis de San Salvador de Bahía en marzo de 2011, que luego negoció con el Instituto del Patrimonio Histórico y Artístico Nacional sobre el uso futuro de la estructura.

## Estructura

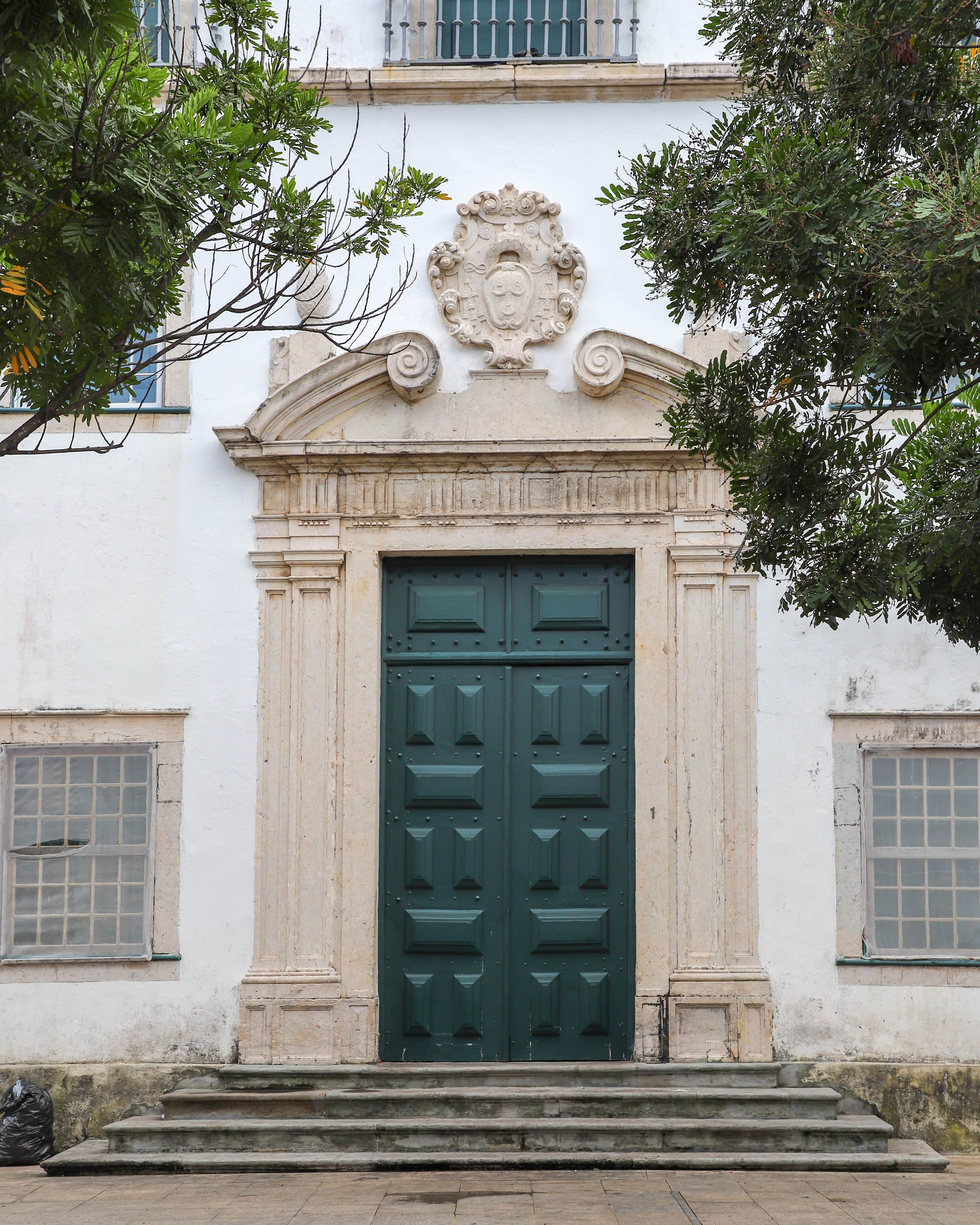
Portal del palacio de estilo barroco con el escudo de armas del arzobispo Sebastião Monteiro da Vide (1643-1722) en el centro del frontón

El historiador de arte Germain Bazin describió el palacio como un "gran cubo de mampostería decorado con una elegante puerta".  La estructura consta de tres plantas a nivel de calle sobre un sótano. Tiene una fachada principal de tres plantas. La entrada está marcada por un portal de piedra de Lioz decorado con un escudo de armas flanqueado por volutas estilizadas. El escudo de armas es el de Sebastião Monteiro da Vide, arzobispo de Salvador en la época de la construcción del edificio.
La fachada del palacio tiene un elaborado portal de estilo barroco de mármol portugués con un elaborado frontón. Tiene en su centro el escudo de armas de Don Sebastião Monteiro da Vide con volutas a izquierda y derecha. Las ventanas de los dos primeros pisos son relativamente sencillas y las del tercer piso más altas y flanqueadas por balcones y balconetes de reja de hierro.
La demolición de la Catedral alteró el aspecto del palacio. Expuso pasarelas elevadas entre los dos edificios y la amplia fachada lateral del palacio. El sitio de la iglesia demolida, junto al palacio, es ahora una plaza, la Praça da Sé.

### Patio interior
El interior del palacio se organiza en torno a un patio central, o patio, un ejemplo tardío de los que se encuentran en los palazzi italianos. El patio proporcionaba luz y aire al interior del edificio. Ejemplos similares en Bahía se pueden encontrar en Solar Berquó, Solar Boa Vista, Casa Régia y la Casa de las Siete Muertes; y las casas de plantación de Freguesia y Matoim, esta última ahora demolida.

## Centro Cultural del Palacio da Sé
El Centro Cultural del Palácio da Sé tiene una exposición permanente en el primer piso llamada "La Iglesia y la Formación de Brasil", que consiste en artefactos históricos propiedad de la Arquidiócesis de San Salvador. Los restos de la antigua Catedral forman una parte importante de la colección. El primer piso del edificio también alberga el Laboratorio de Conservación y Restauración Rector Eugênio Veiga. El segundo piso del centro cultural tiene artefactos adicionales propiedad de la Arquidiócesis.
El centro cultural ocupa solo una parte del edificio; el resto lo retiene la Arquidiócesis para uso administrativo y religioso.

## Protección
El Palacio Arzobispal fue catalogado como estructura histórica por el Instituto del Patrimonio Histórico y Artístico Nacional (IPHAN) el 17 de junio de 1938. IPHAN tomó posesión del palacio en el mismo año.  